# ردیف ۲ کامبرین
| سامانه    | ردیف        | اشکوب       | میلیون سال پیش |
| --------- | ----------- | ----------- | -------------- |
| اردوویسین | زیرین       | ترمادوسین   | → پس از آن     |
| کامبرین   | فورونجین    | اشکوب دهم   | ۴۸۵,۴–۴۸۹٬۵    |
| کامبرین   | فورونجین    | ژیانگشانین  | ۴۸۹٬۵-۴۹۴      |
| کامبرین   | فورونجین    | پایبین      | ۴۹۴–۴۹۷        |
| کامبرین   | میائولینگین | گوژانگین    | ۴۹۷–۵۰۰٬۵      |
| کامبرین   | میائولینگین | درومین      | ۵۰۰٬۵-۵۰۴٬۵    |
| کامبرین   | میائولینگین | وولیوئن     | ۵۰۴٬۵–۵۰۹      |
| کامبرین   | ردیف دوم    | اشکوب چهارم | ۵۰۹–۵۱۴        |
| کامبرین   | ردیف دوم    | اشکوب سوم   | ۵۱۴-۵۲۱        |
| کامبرین   | ترنووین     | اشکوب دوم   | ۵۲۱-۵۲۹        |
| کامبرین   | ترنووین     | فورتونین    | ۵۲۹–۵۴۱٬۰      |
| ادیاکاران | ادیاکاران   | ادیاکاران   | → پیش از آن    |

ردیف ۲ کامبرین (انگلیسی: Cambrian Series 2) دومین ردیف از دوره کامبرین است که نام‌گذاری نشده است. این ردیف بالای ردیف ترنووین و در زیر ردیف ۳ کامبرین قرار دارد.
ردیف ۲ کامبرین به دلیل نداشتن مرز مشخص در بالا و پایین خود و تقسیم به اشکوب‌های دیگر، به‌طور رسمی توسط کمیسیون بین‌المللی چینه‌شناسی تعریف و به رسمیت شناخته نشده است. مرز زیرین این ردیف حدود ۵۲۱ و مرز بالای آن نیز حدود ۵۰۹ میلیون سال پیش برآورد شده است.